# Pittsburgh Steelers
Els Pittsburgh Steelers són un equip professional de futbol americà amb seu a Pittsburgh, Pennsilvània. Formen part de la Divisió Nord de la Conferència Americana (AFC) de l'NFL. El seu estadi és el Heinz Field.

## Història
Els Steelers són la franquícia més antiga i amb més títols de l'NFL, ja que l'equip ha aparegut en set Super Bowls i actualment és l'únic equip que ha guanyat sis cops. Han aparegut a 13 Finals de Conferència i han jugat a casa més partits de Final de Conferència que cap altra franquícia. També són l'únic equip que ha pogut guanyar una Super Bowl entrant en sisè lloc als play-offs, després d'haver guanyat tres partits com a visitant tot just abans de la Super Bowl XL jugada al febrer de 2006 a Detroit contra els Seattle Seahawks.
Originalment s'anomenaven Pittsburgh Pirates i es van unir a l'NFL l'any 1933 quan el seu propietari, Art Rooney pare va pagar 2.500 dòlars per a entrar-hi com a franquícia. A més, els Steelers van ser el primer equip a comptar amb un jugador professional i la ciutat de Pittsburgh va ser la primera que va acollir un partit entre equips professionals a la dècada de 1880.
La franquícia es va reformar i va canviar de nom a Steelers (treballadors de l'acer) com a senyal de la important posició de la ciutat de Pittsburgh en el camp de la siderúrgia. Un afeccionat va proposar aquest nom en un concurs organitzat per un diari de la ciutat i la franquícia.

## Palmarès
- Campionats de lliga (6)
  - Campionats de Super Bowl (6): 1974 (IX), 1975 (X), 1978 (XIII), 1979 (XIV), 2005 (XL), 2008 (XLIII).
- Campionats de Conferència (8)
  - AFC: 1974, 1975, 1978, 1979, 1995, 2005, 2008, 2010.
- Campionats de Divisió (23)
  - AFC Centre: 1972, 1974, 1975, 1976, 1977, 1978, 1979, 1983, 1984, 1992, 1994, 1995, 1996, 1997, 2001.
  - AFC Nord: 2002, 2004, 2007, 2008, 2010, 2014, 2016, 2017.

## Estadis
- Forbes Field (1933–1963)
- Shibe Park (1943)
- Comiskey Park (1944)
- Pitt Stadium (1964–1969)
- Three Rivers Stadium (1970–2000)
- Heinz Field (2001–actualment)